# Tàngara de clatell daurat
La tàngara de clatell daurat (Chalcothraupis ruficervix) és un ocell de la família dels tràupids (Thraupidae) i única espècie del gènere Chalcothraupis Bonaparte, 1851.

## Hàbitat i distribució
Habita la selva pluvial, clars i vegetació secundària dels Andes de Colòmbia, oest i est de l'Equador i est de Peru; Andes del sud-est del Perú i oest de Bolívia.

## Taxonomia
Algunes classificacions consideren que les subespècies meridionals formen una espècie diferent:
- Chalcothraupis fulvicervix - tàngara de clatell rogenc[2]